# Eduard Klischnigg
Eduard Klischnigg (London, 1813. október 13. – Bécs, 1877. március 17.) artista, majomszínész.

## Pályafutása
Ifjúságát Londonban és Párizsban töltötte. Kezdetben a londoni Drury Lane színházban játszott, majd kórista volt a bécsi Carl-Theaterben. Miután állítólag gnómszerű, törpe alakja volt (bár a róla készült képek ezt nem bizonyítják), ezért mint majomember produkálta magát a bécsi Práterben. Az 1836-ban bemutatott Der Affe und der Bräutigam c. darabban 49 alkalommal alakította a Mamok nevű majmot. 1837-ben egy olmützi társulattal megfordult Krakkóban, Prágában, vendégszerepelt Párizsban, Rigában és Brünnben is. 1850 körül Bécsben a Der Orang Utang c. darabban lépett fel. Működése során Magyarországra is ellátogatott, a Miklóssy-színházban sokat vendégszerepelt.
Blaha Lujza is partnere volt a színpadon, aki így emlékezett meg róla:
"Klizsnik majom-ember volt és vendégszerepelni jött hozzánk. Belebújt egy majom bőrbe és ugrált, futkározott, köhögött, mimikázott. Olyan volt, mint az igazi majmok a vásári panorámák előtt. Én is játszottam Klizsnikkel. A darabnak ez volt a cime: »Egy óra.« Én egy kis fiút játszottam benne. Ezt a kis fiút elrabolja a majom, aki az ablakon át jön a házba, felkapja a gyereket, aztán elfut vele. Elviszi az erdőbe és mivel hogy ott is nyomában vannak egyre, hát elbújik vele egy ládába. Ezt a ládát nem fogom elfelejteni soha. Amikor arra került a sor, hogy Klizsnikkel belebújjak, hát sirni kezdtem és olyan rettenetesen féltem, hogy majd kitört a nyavalya. Hiába mondogatta mama és a többiek: »ne félj, ez csak egy bácsi, aki belebújt a majomjelmezbe« – én egész testemben remegtem és úgy féltem, mint még soha."
A Thalia-színházban a közönség a következő darabokban láthatta: Zambuko, oder: Affe und Zigeuner (1861), Albo, der Affe von Malicolo (1862) és Der Frosch im Stadtpark zu Kwang-Kiang-Fui (1863). 1866-tól Eldora leánya oldalán is színpadra lépett. Utolsó szereplése 1875-ben volt a Carltheaterben a Die Reise um die Erde in achtzig Tagen (Nyolcvan nap alatt a Föld körül) című színdarabban.
Gazdag embernek ismerték, de az 1850-es években a börzespekulációk tönkretették, úgyhogy utolsó napjaiban csaknem nyomorral küzdött. Halálát tüdőgümőkór okozta, a matzleinsdorfi evangélikus temetőben helyezték nyugalomra.